# Scopula subatrata
Scopula subatrata là một loài bướm đêm trong họ Geometridae.